# Sinagoga de Tallinn
La Sinagoga de Tallinn (en estonià: Tallinna sünagoog), es troba a Tallinn, la capital d'Estònia. La sinagoga és producte del finançament privat i es va inaugurar el 16 de maig de 2007. L'edifici és una estructura ventilada ultramoderna, amb capacitat per a 180 persones, amb seients addicionals per fins a 230 persones per a concerts i altres esdeveniments públics. Va rebre atenció mundial, ja que va ser la primera sinagoga a obrir a Estònia des de la Segona Guerra Mundial. La sinagoga original, construïda el 1883, no va ser reconstruïda després de ser destruïda al març 1944 durant un bombardeig aeri soviètic a Tallinn, que en aquest moment estava ocupada per les forces armades del Tercer Reich, el que va convertir la ciutat en l'única capital europea de la postguerra sense una sinagoga.